# 24-Stunden-Rennen von Le Mans 2014

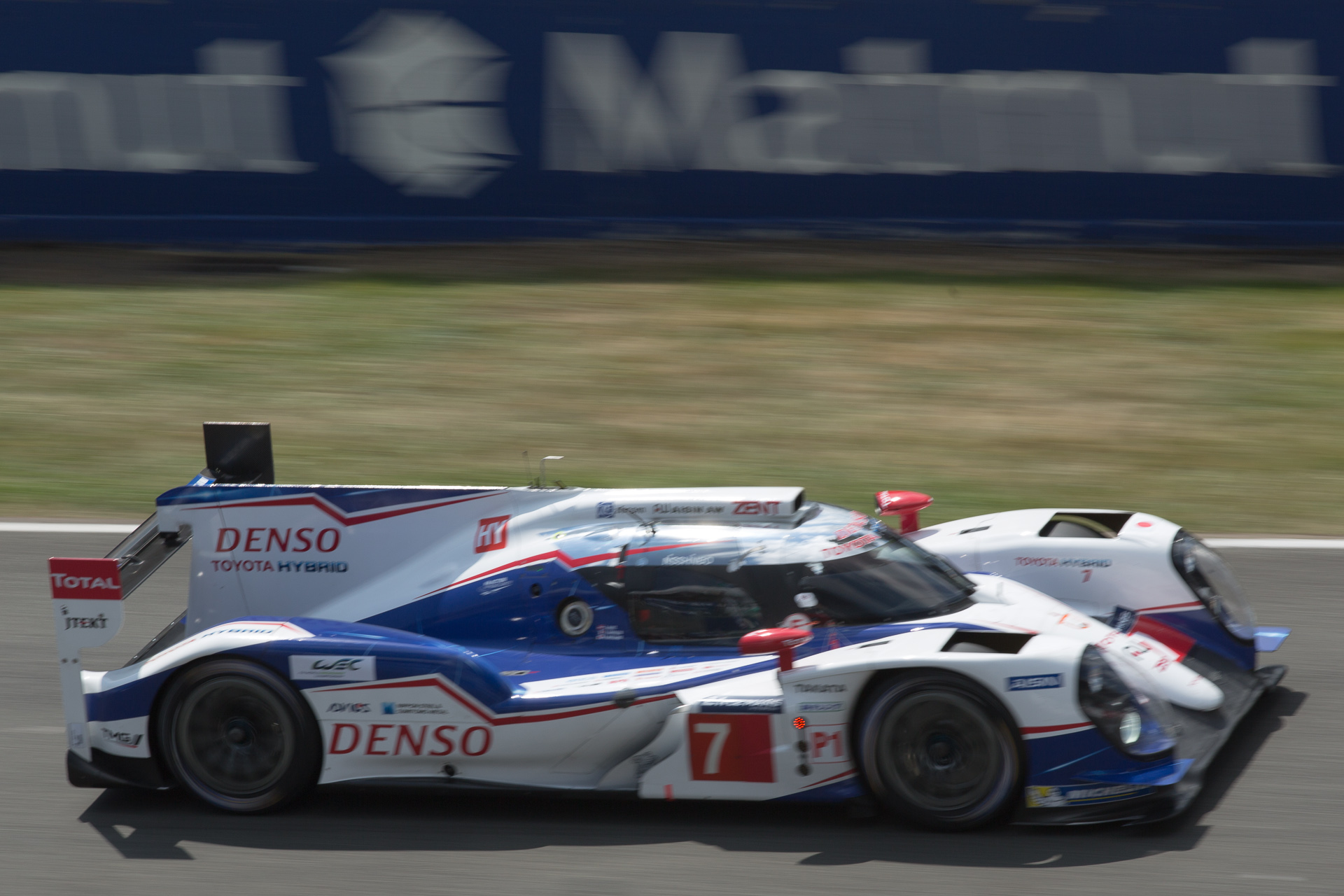
Der am Sonntag um 5 Uhr in der Früh in Führung liegend ausgefallene Toyota TS040 Hybrid mit der Startnummer 7

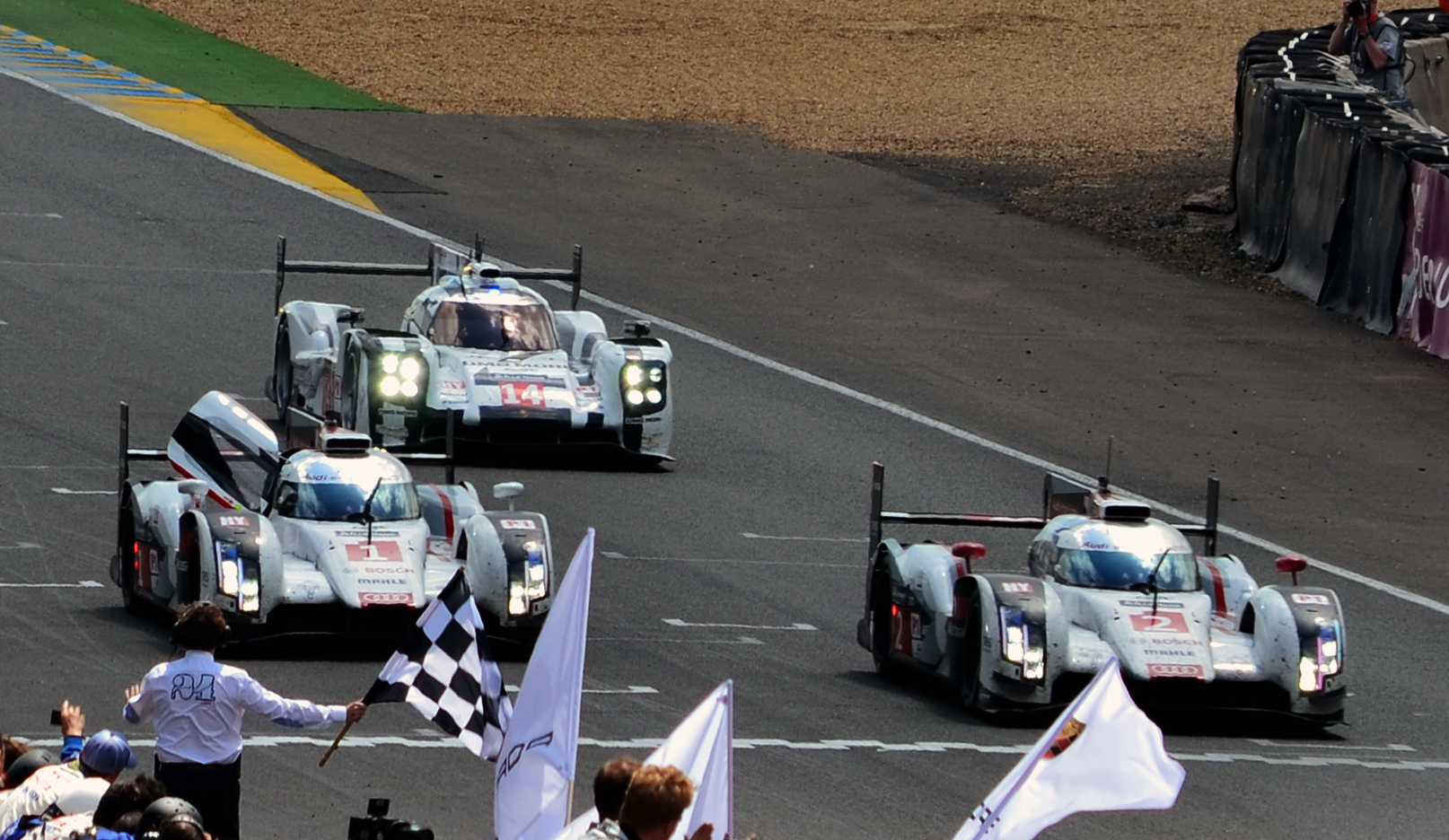
Zieldurchfahrt der beiden siegreichen Audi R18 sowie des Porsche 919 Hybrid mit der Startnummer 14

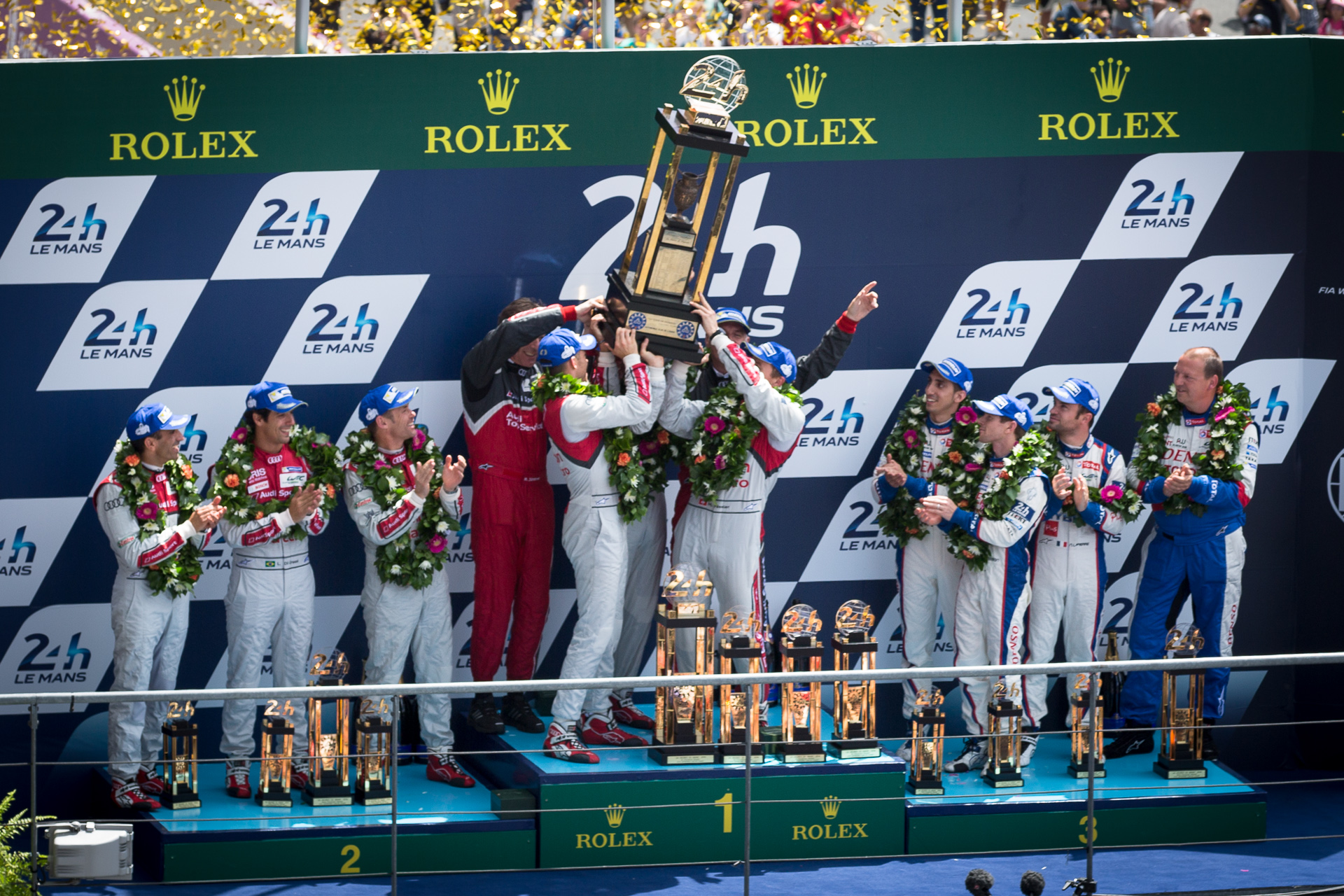
Podium der Gesamtsieger

Das 82. 24-Stunden-Rennen von Le Mans, der 82e Grand Prix d’Endurance les 24 Heures du Mans, auch Circuit de la Sarthe, Le Mans, France, fand vom 14. bis 15. Juni 2014 auf dem Circuit des 24 Heures statt. Das Rennen markierte das Le Mans Debüt von Porsches 919 Hybrid in Le Mans und endete mit dem 13. Audi-Sieg in Le Mans. 

## Das Rennen

### Training
Das erste – vier Stunden dauernde – freie Training zum 24-Stunden-Rennen fand am Nachmittag des 11. Juni statt. Diese Trainingseinheit war von einigen Unfällen geprägt, welche zu mehreren Abbrüchen des Trainings führten. Den schwersten Unfall hatte Loïc Duval, der den Audi R18 mit der Startnummer 1 bei einem Einschlag in die Streckenbegrenzung im Bereich der Porsche-Kurven völlig zerstörte. Duval zog sich nur leichte Verletzungen zu. Durch den Unfall waren Audi Motorsport und Joest Racing gezwungen, ein neues Chassis aufbauen zu lassen. Die schnellsten Fahrzeuge beim ersten Qualifikationstraining am Abend waren die beiden Porsche 919 Hybrid. Die beste Trainingszeit erzielte Brendon Hartley im Wagen mit der Nummer 20. Die Zeit von 3:23,157 Minuten entsprach einer Durchschnittsgeschwindigkeit von 241,5 km/h.
Am Donnerstag, dem 12. Juni gab die Audi-Teamführung unter der Leitung von Wolfgang Ullrich bekannt, dass Duval nicht am Rennen teilnehme, da ihm die Ärzte von einem Start abrieten. Für ihn kam der ursprünglich für Jota Racing in der LMP2 gemeldete Marc Gené zum Einsatz. Genés Platz bei Jota übernahm Oliver Turvey. Aston Martin Racing gab den Rückzug des Wagens mit der Nummer 99 bekannt. Fernando Rees beschädigte das Chassis des Aston Martin Vantage bei einem Unfall in den Porsche-Kurven so stark, dass eine Reparatur bis zum Rennstart nicht mehr möglich war. Mit James Calado musste ein weiterer Fahrer nach einem Unfall auf den Start verzichten. Als Ersatzmann im Team von AF Corse wurde Pierre Kaffer verpflichtet.
Die schnellste Trainingszeit fuhr Kazuki Nakajima im Toyota TS040 Hybrid mit einer Zeit von 3.21,789 Minuten und startete damit von der Pole-Position; die Durchschnittsgeschwindigkeit belief sich auf 243,1 km/h.

### Der Rennverlauf
Marcel Fässler, André Lotterer und Benoît Tréluyer gewannen das Rennen mit einem Audi R18 E-Tron quattro RP4 vor ihren Teamkollegen Lucas di Grassi, Marc Gené und Tom Kristensen. Platz drei erreichten Anthony Davidson, Nicolas Lapierre und Sébastien Buemi in einem Toyota TS040 Hybrid. 
Der zweite Toyota von Alexander Wurz, Stéphane Sarrazin und Kazuki Nakajima führte lange Zeit das Rennen an, ehe ein Kabelbrand am Kabelbaum in der Nacht den Wagen außer Gefecht setzte. Der am Ende drittplatzierte Toyota wurde in der Startphase durch einen Unfall während eines Regenschauers zurückgeworfen, dem auch einer der Audi zum Opfer fiel. Audi übernahm die Führung bis Sonntag mittag die Turbolader in den beiden verbleibenden R18 ausgetauscht werden mussten. Porsche übernahm mit dem Porsche 919 Hybrid (#20) von Timo Bernhard, Brendon Hartley und Mark Webber daraufhin die Führung. Dank der schnellen Arbeit der Audi Mechaniker konnte man den Druck auf die Führenden jedoch aufrechterhalten. Der Wagen von Webber hatte 2 Stunden vor Rennende einen Antriebsstrangdefekt.

## Einladungen

### Startliste
Am 13. Februar 2014 veröffentlichte der Automobile Club de l’Ouest als Veranstalter eine erste vorläufige Startliste mit 56 Teilnehmern plus zehn Reserveteams. Die letztgültige Liste wurde bis zum Rennstart mehrmals adaptiert und beinhaltet alle gemeldeten Teams, Fahrzeuge und Fahrer; auch jene die letztlich nicht am eigentlichen Rennen teilnahmen (kursiv).
| Startliste        | Startliste                | Startliste                  | Startliste | Startliste          | Startliste               | Startliste           |
| Nr.               | Team                      | Fahrzeug                    | Reifen     | Fahrer              | Fahrer                   | Fahrer               |
| ----------------- | ------------------------- | --------------------------- | ---------- | ------------------- | ------------------------ | -------------------- |
| LMP1-H            |                           |                             |            |                     |                          |                      |
| 1                 | Audi Sport Team Joest     | Audi R18 E-Tron quattro RP4 | M          | Lucas di Grassi     | Tom Kristensen           | Marc Gené            |
| 2                 | Audi Sport Team Joest     | Audi R18 E-Tron quattro RP4 | M          | Marcel Fässler      | André Lotterer           | Benoît Tréluyer      |
| 3                 | Audi Sport Team Joest     | Audi R18 E-Tron quattro RP4 | M          | Filipe Albuquerque  | Oliver Jarvis            | Marco Bonanomi       |
| 7                 | Toyota Racing             | Toyota TS040 Hybrid         | M          | Alexander Wurz      | Stéphane Sarrazin        | Kazuki Nakajima      |
| 8                 | Toyota Racing             | Toyota TS040 Hybrid         | M          | Anthony Davidson    | Nicolas Lapierre         | Sébastien Buemi      |
| 14                | Porsche Team              | Porsche 919 Hybrid          | M          | Romain Dumas        | Marc Lieb                | Neel Jani            |
| 20                | Porsche Team              | Porsche 919 Hybrid          | M          | Timo Bernhard       | Mark Webber              | Brendon Hartley      |
| LMP1-L            |                           |                             |            |                     |                          |                      |
| 9                 | Lotus                     | Lotus T129                  | M          | Christijan Albers   | Pierre Kaffer            | Christophe Bouchut   |
| 12                | Rebellion Racing          | Rebellion R-One             | M          | Nicolas Prost       | Nick Heidfeld            | Mathias Beche        |
| 13                | Rebellion Racing          | Rebellion R-One             | M          | Dominik Kraihamer   | Andrea Belicchi          | Fabio Leimer         |
| LMP2              |                           |                             |            |                     |                          |                      |
| 21                | Strakka Racing            | Strakka-Dome S103           | M          | Nick Leventis       | Jonny Kane               | Danny Watts          |
| 22                | Millenium Racing          | Oreca 03                    | D          | Fabien Giroix       | John Martin              | Oliver Turvey        |
| 23                | Millenium Racing          | Oreca 03                    | D          | Stefan Johansson    | Mike Conway              | Shinji Nakano        |
| 24                | Sébastien Loeb Racing     | Oreca 03                    | M          | René Rast           | Vincent Capillaire       | Jan Charouz          |
| 26                | G-Drive Racing            | Morgan LMP2                 | D          | Roman Russinow      | Olivier Pla              | Julien Canal         |
| 27                | SMP Racing                | Oreca 03                    | M          | Sergei Slobin       | Mika Salo                | Anton Ladygin        |
| 29                | Pegasus Racing            | Morgan LMP2                 | D          | Julien Schell       | Nicolas Leutwiler        | Léo Roussel          |
| 33                | OAK Racing                | Ligier JS P2                | M          | David Cheng         | Ho-Pin Tung              | Adderly Fong         |
| 34                | Race Performance          | Oreca 03                    | D          | Michel Frey         | Franck Mailleux          | Jon Lancaster        |
| 35                | OAK Racing                | Ligier JS P2                | D          | Alex Brundle        | Jann Mardenborough       | Mark Schulschizki    |
| 36                | Signatech Alpine          | Alpine A450                 | M          | Paul-Loup Chatin    | Nelson Panciatici        | Oliver Webb          |
| 37                | SMP Racing                | Oreca 03                    | M          | Kirill Ladygin      | Nicolas Minassian        | Maurizio Mediani     |
| 38                | Jota Racing               | Zytek Z11SN                 | D          | Simon Dolan         | Harry Tincknell          | Oliver Turvey        |
| 41                | Greaves Motorsport        | Zytek Z11SN                 | D          | Tom Kimber-Smith    | Chris Dyson              | Matt McMurry         |
| 42                | Caterham Racing           | Zytek Z11SN                 | D          | Michael Munemann    | Alessandro Latif         | James Winslow        |
| 43                | Morand Racing             | Morgan LMP2                 | D          | Christian Klien     | Gary Hirsch              | Romain Brandela      |
| 46                | TDS Racing                | Ligier JS P2                | D          | Pierre Thiriet      | Ludovic Badey            | Tristan Gommendy     |
| 47                | KCMG                      | Oreca 03                    | M          | Matthew Howson      | Richard Bradley          | Alexandre Imperatori |
| 48                | Murphy Prototypes         | Oreca 03                    | D          | Nathanaël Berthon   | Karun Chandhok           | Rodolfo González     |
| 50                | Larbre Compétition        | Morgan LMP2                 | M          | Ricky Taylor        | Keiko Ihara              | Pierre Ragues        |
| LM GTE Pro        |                           |                             |            |                     |                          |                      |
| 51                | AF Corse                  | Ferrari 458 Italia GT2      | M          | Gianmaria Bruni     | Toni Vilander            | Giancarlo Fisichella |
| 52                | Ram Racing                | Ferrari 458 Italia GT2      | M          | Matt Griffin        | Alvaro Parente           | Federico Leo         |
| 71                | AF Corse                  | Ferrari 458 Italia GT2      | M          | Davide Rigon        | Pierre Kaffer            | Olivier Beretta      |
| 73                | Corvette Racing           | Chevrolet Corvette C7.R     | M          | Jan Magnussen       | Antonio García           | Jordan Taylor        |
| 74                | Corvette Racing           | Chevrolet Corvette C7.R     | M          | Oliver Gavin        | Richard Westbrook        | Tommy Milner         |
| 89                | Aston Martin Racing       | Aston Martin Vantage GTE    | M          |                     |                          |                      |
| 91                | Porsche AG Team Manthey   | Porsche 911 RSR             | M          | Patrick Pilet       | Jörg Bergmeister         | Nick Tandy           |
| 92                | Porsche AG Team Manthey   | Porsche 911 RSR             | M          | Marco Holzer        | Frédéric Makowiecki      | Richard Lietz        |
| 93                | SRT Motorsports           | SRT Viper GTS-R             | M          | Rob Bell            | Jonathan Bomarito        | Kuno Wittmer         |
| 94                | SRT Motorsports           | SRT Viper GTS-R             | M          | Jeroen Bleekemolen  | Dominik Farnbacher       | Marc Goossens        |
| 97                | Aston Martin Racing       | Aston Martin Vantage GTE    | M          | Darren Turner       | Stefan Mücke             | Bruno Senna          |
| 99                | Aston Martin Racing       | Aston Martin Vantage GTE    | M          | Darryl O’Young      | Fernando Rees            | Alex MacDowall       |
| LM GTE Am         |                           |                             |            |                     |                          |                      |
| 53                | Ram Racing                | Ferrari 458 Italia GT2      | M          | Johnny Mowlem       | Archie Hamilton          | Mark Patterson       |
| 57                | Krohn Racing              | Ferrari 458 Italia GT2      | M          | Tracy Krohn         | Niclas Jönsson           | Ben Collins          |
| 58                | Team Sofrev ASP           | Ferrari 458 Italia GT2      | M          | Fabien Barthez      | Anthony Pons             | Soheil Ayari         |
| 60                | AF Corse                  | Ferrari 458 Italia GT2      | M          | Peter Ashley Mann   | Lorenzo Casè             | Raffaele Giammaria   |
| 61                | AF Corse                  | Ferrari 458 Italia GT2      | M          | Luís Pérez Companc  | Marco Cioci              | Mirko Venturi        |
| 62                | AF Corse                  | Ferrari 458 Italia GT2      | M          | Yannick Mallegol    | Jean-Marc Bachelier      | Howard Blank         |
| 66                | JMW Motorsport            | Ferrari 458 Italia GT2      | M          | Abdulaziz Al Faisal | Spencer Pumpelly         | Seth Neiman          |
| 67                | IMSA Performance Matmut   | Porsche 997 GT3-RSR         | M          | Érik Maris          | Éric Hélary              | Jean-Marc Merlin     |
| 70                | Team Taisan               | Ferrari 458 Italia GT2      | M          | Shinji Nakano       | Pierre Ehret             | Martin Rich          |
| 72                | SMP Racing                | Ferrari 458 Italia GT2      | M          | Andrea Bertolini    | Victor Shaitar           | Aleksey Basov        |
| 75                | Prospeed Competition      | Porsche 997 GT3-RSR         | M          | François Perrodo    | Markus Palttala          | Emmanuel Collard     |
| 76                | IMSA Performance Matmut   | Porsche 997 GT3-RSR         | M          | Raymond Narac       | Nicolas Armindo          | David Hallyday       |
| 77                | Dempsey Racing-Proton     | Porsche 911 RSR             | M          | Patrick Dempsey     | Joe Foster               | Patrick Long         |
| 79                | Prospeed Competition      | Porsche 997 GT3-RSR         | M          | Cooper MacNeil      | Bret Curtis              | Jeroen Bleekemolen   |
| 81                | AF Corse                  | Ferrari 458 Italia GT2      | M          | Steve Wyatt         | Michele Rugolo           | Sam Bird             |
| 87                | Craft Racing              | Aston Martin Vantage GTE    | M          | Frank Yu            |                          |                      |
| 88                | Proton Competition        | Porsche 911 RSR             | M          | Christian Ried      | Klaus Bachler            | Khaled Al Qubaisi    |
| 90                | 8Star Motorsports         | Ferrari 458 Italia GT2      | M          | Frankie Montecalvo  | Gianluca Roda            | Paolo Ruberti        |
| 95                | Aston Martin Racing       | Aston Martin Vantage GTE    | M          | Kristian Poulsen    | David Heinemeier Hansson | Nicki Thiim          |
| 96                | Aston Martin Racing       | Aston Martin Vantage GTE    | M          | Richie Stanaway     |                          |                      |
| 98                | Aston Martin Racing       | Aston Martin Vantage GTE    | M          | Paul Dalla Lana     | Pedro Lamy               | Christoffer Nygaard  |
| Innovation Box 56 |                           |                             |            |                     |                          |                      |
| 0                 | Nissan Motorsports Global | Nissan ZEOD RC              | M          | Lucas Ordoñez       | Wolfgang Reip            | Satoshi Motoyama     |

### Reservefahrzeuge
Wie in den Jahren davor veröffentlichte der ACO zeitgleich mit der ersten vorläufigen Startliste auch eine Liste der Reservefahrzeuge. Fünf LMP- und vier GT-Teams wurden auf die Liste gesetzt und bekamen die Möglichkeit, jene Teams zu ersetzen, die aus den unterschiedlichsten Gründen am Rennen nicht teilnehmen konnten. Dabei durften die LMP-Reservisten nur Fahrzeuge der LMP1- und LMP2-Klasse ersetzen, so wie die GT-Reservisten nur GT-Fahrzeuge. Die Nachrückung erfolgt in der Reihenfolge der Nominierung. 
| Klasse | Nr. | Team                  | Fahrzeug               | Nominierter Fahrer |
| LMP    | LMP | LMP                   | LMP                    | LMP                |
| ------ | --- | --------------------- | ---------------------- | ------------------ |
| LMP2   | 50  | Larbre Compétition    | Morgan LMP2            | Jacques Nicolet    |
| LMP2   | 30  | Signatech Alpine      | Alpine A450            | Nelson Panciatici  |
| LMP2   | 40  | Boutsen Ginion Racing | Oreca 03               | Vincent Capillaire |
| LMP2   | 29  | Pegasus Racing        | Morgan LMP2            | Julien Schell      |
| LMP2   | 42  | Caterham Racing       | Zytek Z11SN            | Chris Dyson        |
| LM GTE |     |                       |                        |                    |
| Pro    | 57  | Risi Competizione     | Ferrari 458 Italia GT2 | Tracy Krohn        |
| Am     | 66  | JMW Motorsport        | Ferrari 458 Italia GT2 | George Richardson  |
| Am     | 70  | Team Taisan           | Ferrari 458 Italia GT2 | Matteo Malucelli   |
| Am     | 76  | IMSA Performance      | Porsche 997 GT3-RSR    | Raymond Narac      |
| Am     | 79  | Prospeed Competition  | Porsche 997 GT3-RSR    | Xavier Maassen     |

## Ergebnisse

### Piloten nach Nationen
| 31 Franzosen   | 25 Briten     | 14 US-Amerikaner | 14 Italiener   | 9 Deutsche     |
| 8 Schweizer    | 6 Dänen       | 6 Russen         | 4 Chinesen     | 4 Japaner      |
| 4 Österreicher | 3 Brasilianer | 3 Finnen         | 3 Portugiesen  | 3 Spanier      |
| 2 Australier   | 1 Argentinier | 1 Belgier        | 1 Emirati      | 1 Inder        |
| 1 Ire          | 1 Kanadier    | 1 Monegasse      | 1 Niederländer | 1 Neuseeländer |
| 1 Saudi        | 1 Schwede     | 1 Tscheche       | 1 Venezolaner  |                |

### Schlussklassement
| Pos.            | Klasse    | Nr. | Team                      | Fahrer                                                | Chassis                     | Motor                  | Reifen | Runden |
| --------------- | --------- | --- | ------------------------- | ----------------------------------------------------- | --------------------------- | ---------------------- | ------ | ------ |
| 1               | LMP1-H    | 2   | Audi Sport Team Joest     | André Lotterer Marcel Fässler Benoît Tréluyer         | Audi R18 E-Tron quattro RP4 | Audi TDI 3.7L V6       | M      | 379    |
| 2               | LMP1-H    | 1   | Audi Sport Team Joest     | Tom Kristensen Marc Gené Lucas di Grassi              | Audi R18 E-Tron quattro RP4 | Audi TDI 3.7L V6       | M      | 376    |
| 3               | LMP1-H    | 8   | Toyota Racing             | Anthony Davidson Sébastien Buemi Nicolas Lapierre     | Toyota TS040 Hybrid         | Toyota 3.7L V8         | M      | 374    |
| 4               | LMP1-L    | 12  | Rebellion Racing          | Nicolas Prost Nick Heidfeld Mathias Beche             | Rebellion R-One             | Toyota RV8KLM 3.4L V8  | M      | 360    |
| 5               | LMP2      | 38  | Jota Sport                | Simon Dolan Harry Tincknell Oliver Turvey             | Zytek Z11SN                 | Nissan VK45DE 4.5L V8  | D      | 356    |
| 6               | LMP2      | 46  | TDS Racing                | Pierre Thiriet Ludovic Badey Tristan Gommendy         | Ligier JS P2                | Nissan VK45DE 4.5L V8  | D      | 355    |
| 7               | LMP2      | 36  | Signatech Alpine          | Paul-Loup Chatin Nelson Panciatici Oliver Webb        | Alpine A450b                | Nissan VK45DE 4.5L V8  | D      | 355    |
| 8               | LMP2      | 24  | Sébastien Loeb Racing     | René Rast Jan Charouz Vincent Capillaire              | Oreca 03R                   | Nissan VK45DE 4.5L V8  | M      | 354    |
| 9               | LMP2      | 35  | OAK Racing                | Alex Brundle Jann Mardenborough Mark Schulschizki     | Ligier JS P2                | Nissan VK45DE 4.5L V8  | D      | 354    |
| 10              | LMP2      | 43  | Morand Racing             | Gary Hirsch Romain Brandela Christian Klien           | Morgan LMP2                 | Judd HK 3.6L V8        | D      | 352    |
| 11              | LMP1-H    | 14  | Porsche Team              | Marc Lieb Romain Dumas Neel Jani                      | Porsche 919 Hybrid          | Porsche 2.0L Turbo V4  | M      | 348    |
| 12              | LMP2      | 33  | OAK Racing                | David Cheng Ho-Pin Tung Adderly Fong                  | Ligier JS P2                | Honda HR28TT 2.8L V6   | M      | 347    |
| 13              | LMP2      | 34  | Race Performance          | Michel Frey Franck Mailleux Jon Lancaster             | Oreca 03R                   | Judd HK 3.6L V8        | D      | 342    |
| 14              | LMP2      | 50  | Larbre Compétition        | Pierre Ragues Keiko Ihara Ricky Taylor                | Morgan LMP2                 | Judd HK 3.6L V8        | M      | 341    |
| 15              | LMGTE Pro | 51  | AF Corse                  | Gianmaria Bruni Giancarlo Fisichella Toni Vilander    | Ferrari 458 Italia GT2      | Ferrari 4.5L V8        | M      | 339    |
| 16              | LMGTE Pro | 73  | Corvette Racing           | Jan Magnussen Antonio García Jordan Taylor            | Chevrolet Corvette C7.R     | Chevrolet 5.5L V8      | M      | 338    |
| 17              | LMGTE Pro | 92  | Porsche AG Team Manthey   | Marco Holzer Frédéric Makowiecki Richard Lietz        | Porsche 911 RSR             | Porsche 4.0L Flat-6    | M      | 337    |
| 18              | LMP2      | 29  | Pegasus Racing            | Julien Schell Léo Roussel Nicolas Leutwiler           | Morgan LMP2                 | Nissan VK45DE 4.5L V8  | D      | 336    |
| 19              | LMGTE Am  | 95  | Aston Martin Racing       | David Heinemeier Hansson Kristian Poulsen Nicki Thiim | Aston Martin V8 Vantage GTE | Aston Martin 4.5L V8   | M      | 334    |
| 20              | LMGTE Pro | 74  | Corvette Racing           | Tommy Milner Oliver Gavin Richard Westbrook           | Chevrolet Corvette C7.R     | Chevrolet 5.5L V8      | M      | 333    |
| 21              | LMGTE Am  | 88  | Proton Competition        | Christian Ried Klaus Bachler Khaled Al Qubaisi        | Porsche 911 RSR             | Porsche 4.0L Flat-6    | M      | 332    |
| 22              | LMGTE Am  | 61  | AF Corse                  | Luís Pérez Companc Marco Cioci Mirko Venturi          | Ferrari 458 Italia GT2      | Ferrari 4.5L V8        | M      | 331    |
| 23              | LMGTE Am  | 90  | 8Star Motorsports         | Frankie Montecalvo Paolo Ruberti Gianluca Roda        | Ferrari 458 Italia GT2      | Ferrari 4.5L V8        | M      | 330    |
| 24              | LMGTE Am  | 77  | Dempsey Racing-Proton     | Patrick Dempsey Joe Foster Patrick Long               | Porsche 911 RSR             | Porsche 4.0L Flat-6    | M      | 329    |
| 25              | LMP2      | 41  | Greaves Motorsport        | Tom Kimber-Smith Chris Dyson Matt McMurry             | Zytek Z11SN                 | Nissan VK45DE 4.5L V8  | D      | 329    |
| 26              | LMGTE Am  | 98  | Aston Martin Racing       | Paul Dalla Lana Pedro Lamy Christoffer Nygaard        | Aston Martin V8 Vantage GTE | Aston Martin 4.5L V8   | M      | 329    |
| 27              | LMGTE Am  | 66  | JMW Motorsport            | Abdulaziz Al Faisal Seth Neiman Spencer Pumpelly      | Ferrari 458 Italia GT2      | Ferrari 4.5L V8        | M      | 327    |
| 28              | LMGTE Am  | 70  | Team Taisan               | Shinji Nakano Martin Rich Pierre Ehret                | Ferrari 458 Italia GT2      | Ferrari 4.5L V8        | M      | 327    |
| 29              | LMGTE Am  | 58  | Team Sofrev ASP           | Anthony Pons Soheil Ayari Fabien Barthez              | Ferrari 458 Italia GT2      | Ferrari 4.5L V8        | M      | 325    |
| 30              | LMGTE Am  | 57  | Krohn Racing              | Tracy Krohn Niclas Jönsson Ben Collins                | Ferrari 458 Italia GT2      | Ferrari 4.5L V8        | M      | 324    |
| 31              | LMGTE Am  | 76  | IMSA Performance Matmut   | Raymond Narac Nicolas Armindo David Hallyday          | Porsche 997 GT3-RSR         | Porsche 4.0L Flat-6    | M      | 323    |
| 32              | LMGTE Am  | 53  | Ram Racing                | Johnny Mowlem Archie Hamilton Mark Patterson          | Ferrari 458 Italia GT2      | Ferrari 4.5L V8        | M      | 319    |
| 33              | LMGTE Pro | 79  | Prospeed Competition      | Jeroen Bleekemolen Cooper MacNeil Bret Curtis         | Porsche 997 GT3-RSR         | Porsche 4.0L Flat-6    | M      | 319    |
| 34              | LMGTE Am  | 67  | IMSA Performance Matmut   | Érik Maris Jean-Marc Merlin Éric Hélary               | Porsche 997 GT3-RSR         | Porsche 4.0L Flat-6    | M      | 317    |
| 35              | LMGTE Pro | 97  | Aston Martin Racing       | Darren Turner Stefan Mücke Bruno Senna                | Aston Martin V8 Vantage GTE | Aston Martin 4.5L V8   | M      | 310    |
| 36              | LMGTE Pro | 91  | Porsche AG Team Manthey   | Patrick Pilet Nick Tandy Jörg Bergmeister             | Porsche 911 RSR             | Porsche 4.0L Flat-6    | M      | 309    |
| 37              | LMP2      | 27  | SMP Racing                | Sergei Slobin Anton Ladygin Mika Salo                 | Oreca 03R                   | Nissan VK45DE 4.5L V8  | M      | 303    |
| 38              | LMGTE Am  | 62  | AF Corse                  | Yannick Mallegol Jean-Marc Bachelier Howard Blank     | Ferrari 458 Italia GT2      | Ferrari 4.5L V8        | M      | 295    |
| Ausgefallen     |           |     |                           |                                                       |                             |                        |        |        |
| 39              | LMP1-H    | 20  | Porsche Team              | Timo Bernhard Brendon Hartley Mark Webber             | Porsche 919 Hybrid          | Porsche 2.0L Turbo V4  | M      | 346    |
| 40              | LMP1-H    | 7   | Toyota Racing             | Alexander Wurz Stéphane Sarrazin Kazuki Nakajima      | Toyota TS040 Hybrid         | Toyota 3.7L V8         | M      | 219    |
| 41              | LMGTE Am  | 72  | SMP Racing                | Andrea Bertolini Victor Shaitar Aleksey Basov         | Ferrari 458 Italia GT2      | Ferrari 4.5L V8        | M      | 196    |
| 42              | LMGTE Am  | 75  | Prospeed Competition      | François Perrodo Emmanuel Collard Markus Palttala     | Porsche 997 GT3-RSR         | Porsche 4.0L Flat-6    | M      | 194    |
| 43              | LMGTE Pro | 52  | Ram Racing                | Matt Griffin Álvaro Parente Federico Leo              | Ferrari 458 Italia GT2      | Ferrari 4.5L V8        | M      | 140    |
| 44              | LMP2      | 26  | G-Drive Racing            | Roman Russinow Olivier Pla Julien Canal               | Morgan LMP2                 | Nissan VK45DE 4.5L V8  | D      | 120    |
| 45              | LMGTE Am  | 60  | AF Corse                  | Peter Ashley Mann Lorenzo Casè Raffaele Giammaria     | Ferrari 458 Italia GT2      | Ferrari 4.5L V8        | M      | 115    |
| 46              | LMP2      | 47  | KCMG                      | Matthew Howson Richard Bradley Alexandre Imperatori   | Oreca 03R                   | Nissan VK45DE 4.5L V8  | M      | 87     |
| 47              | LMP1-L    | 13  | Rebellion Racing          | Andrea Belicchi Fabio Leimer Dominik Kraihamer        | Rebellion R-One             | Toyota RV8KLM 3.4L V8  | M      | 73     |
| 48              | LMP2      | 48  | Murphy Prototypes         | Nathanaël Berthon Karun Chandhok Rodolfo González     | Oreca 03R                   | Nissan VK45DE 4.5L V8  | D      | 73     |
| 49              | LMP2      | 42  | Caterham Racing           | Michael Munemann Alessandro Latif James Winslow       | Zytek Z11SN                 | Nissan VK45DE 4.5L V8  | D      | 31     |
| 50              | LMGTE Pro | 71  | AF Corse                  | Davide Rigon Pierre Kaffer Olivier Beretta            | Ferrari 458 Italia GT2      | Ferrari 4.5L V8        | M      | 28     |
| 51              | LMP1-H    | 3   | Audi Sport Team Joest     | Filipe Albuquerque Marco Bonanomi Oliver Jarvis       | Audi R18 E-Tron quattro RP4 | Audi TDI 4.0L Turbo V6 | M      | 25     |
| 52              | LMGTE Am  | 81  | AF Corse                  | Steve Wyatt Michele Rugolo Sam Bird                   | Ferrari 458 Italia GT2      | Ferrari 4.5L V8        | M      | 22     |
| 53              | LMP2      | 37  | SMP Racing                | Kirill Ladygin Maurizio Mediani Nicolas Minassian     | Oreca 03R                   | Nissan VK45DE 4.5L V8  | M      | 9      |
| 54              | Box 56    | 0   | Nissan Motorsports Global | Lucas Ordoñez Wolfgang Reip Satoshi Motoyama          | Nissan ZEOD RC              | Nissan 1.5L Turbo I3   | M      | 5      |
| Nicht gestartet |           |     |                           |                                                       |                             |                        |        |        |
| 55              | LMGTE Pro | 99  | Aston Martin Racing       | Darryl O’Young Alex MacDowall Fernando Rees           | Aston Martin V8 Vantage GTE | Aston Martin 4.5 L V8  | M      | 1      |

1 Unfall im Training

### Nur in der Meldeliste
Weitere gemeldete Teams, Fahrzeuge und Fahrer finden sich in der Start- und Reserveliste.

### Klassensieger
| Klasse    | Fahrer                   | Fahrer               | Fahrer         | Fahrzeug                    | Platzierung im Gesamtklassement |
| --------- | ------------------------ | -------------------- | -------------- | --------------------------- | ------------------------------- |
| LMP1-H    | André Lotterer           | Benoît Tréluyer      | Marcel Fässler | Audi R18 e-tron quattro     | Gesamtsieg                      |
| LMP1-L    | Nicolas Prost            | Nick Heidfeld        | Mathias Beche  | Rebellion R-One             | Rang 4                          |
| LMP2      | Simon Dolan              | Harry Tincknell      | Oliver Turvey  | Zytek Z11SN                 | Rang 5                          |
| LMGTE Pro | Gianmaria Bruni          | Giancarlo Fisichella | Toni Vilander  | Ferrari 458 Italia GT2      | Rang 15                         |
| LMGTE Am  | David Heinemeier Hansson | Kristian Poulsen     | Nicki Thiim    | Aston Martin V8 Vantage GTE | Rang 19                         |

### Renndaten
- Gemeldet: 71
- Gestartet: 54
- Gewertet: 38
- Rennklassen: 5
- Zuschauer: 263.300
- Ehrenstarter des Rennens: Fernando Alonso, ehemaliger Formel-1-Weltmeister
- Wetter am Rennwochenende: warm und wolkig, heftige Regenschauer
- Streckenlänge: 13,629 km
- Fahrzeit des Siegerteams: 24:01:59.830 Stunden
- Runden des Siegerteams: 379
- Distanz des Siegerteams: 5167,130 km
- Siegerschnitt: 214.900 km/h
- Pole Position: Kazuki Nakajima – Toyota TS040 Hybrid (#7) – 3:21,789 min = 243.100 km/h
- Schnellste Rennrunde: André Lotterer – Audi R18 e-tron quattro (#2) – 3:22,567 min = 242.200 km/h
- Rennserie: 3. Lauf zur FIA-Langstrecken-Weltmeisterschaft 2014